# The Pietasters
I Pietasters sono un gruppo ska punk statunitense formato nel 1990 a Washington dal cantante Stephen Jackson.
La band iniziò ad ottenere una certa popolarità quando ebbe l'occasione di aprire il tour statunitense dei Bad Manners nel 1992, e l'anno successivo pubblicò il suo album di debutto, l'omonimo The Pietasters.
Grazie ai buoni riscontri di quest'ultimo e del successivo Oolooloo il complesso riuscì ad ottenere un contratto con la Epitaph Records, con cui pubblicò Willis e Awesome Mix Tape, Vol. 6 tra il 1997 e il 1999. Dopo aver abbandonato la Epitaph, il gruppo ha pubblicato due ulteriori album, Turbo su Fueled by Ramen e All Day su Indications Records.

## Formazione

### Formazione attuale
- Stephen Jackson - voce
- Toby Hansen - chitarra, tromba
- Andrew Guterman - batteria
- Alan Makranczy - sassofono
- Jeremy Roberts - trombone
- Carlos Linares - tromba
- Jon Darby - basso
- Dan Schneider - tastiere

### Past members
- Talmage Bayer - voce
- Tom Goodin - chitarra
- Pat Kelley - chitarra
- Todd Eckhardt - basso
- Chris Watt - basso
- Jorge Pezzimenti - basso
- Ben Gauslin - batteria
- Rob Steward - batteria
- Eric Raecke - sassofono tenore
- Rob French - trombone
- Caroline Boutwell - farfisa
- Paul T. Ackerman - tastiere
- Erick Morgan - tastiere
- Jeb Crandall - tastiere
- Dave Pinkert - tastiere
- Jason Trippett - sassofono

## Discografia

### Album studio
- 1993 - The Pietasters
- 1995 - Oolooloo
- 1997 - Willis
- 1999 - Awesome Mix Tape vol. 6
- 2002 - Turbo
- 2007 - All Day

### Album live
- 1996 - Strapped Live!

### Raccolte
- 2003 - 92-96

### DVD
- 2005 - Performing Live At The 9:30 Club

### EP e singoli
- 1992 - The Ska-Rumptious 7 Inch
- 1992 - All You Can Eat
- 1994 - Soul Sammich
- 1996 - Ocean
- 1996 - Comply
- 1998 - Out All Night
- 2007 - Don't Wanna Know

### Apparizioni in compilation
- Give'Em the Boot
- Give 'Em the Boot II
- Give 'Em the Boot III